# Lara Brito
Lara Andressa de Brito, mais conhecida como Lara Brito, foi eleita Miss Brasil Mundo 2003 por Goiás. Este título foi obtido ao ficar em segundo lugar no Miss Brasil. Foi a representante desse estado a chegar mais longe no concurso nacional de beleza.
Virginiana nascida em Curitiba, Lara representou o Brasil no concurso de Miss Mundo 2003 na cidade de Sanya, China, mas não obteve classificação. Porém, de acordo com o site Missosology, ela seria uma das 20 semifinalistas, o que não ocorreu.
Trabalhou como modelo no Chile e no Canadá e atualmente protagoniza os espetáculos da renomada companhia de teatro Pinheiro Produções Artísticas, foi la onde iniciou sua carreira de atriz no musical "Robi Hoody" . Hoje em dia apresenta-se nas principais cidades brasileiras, além de servir-se de apresentadora de mega-eventos culturais no Estado de Goiás.
Protagonizou "Mary Poppins" (2008/2009), musical da Cia . Henrique Camardo. Dentre "A Pequena Sereia", "Pocahontas" e "A Bela e a Fera", essas na Pinheiro Produções artísticas. Interpretou também Nossa Senhora em "A Paixão de Cristo" na segunda maior representação brasileira desta em 2010, na Paróquia Sagrada Família. Em 2012, participou protagonizando com grande destaque no musical "A Pequena Sereia", da Pinheiro Produções Artísticas